# イングスタッド (小惑星)
イングスタッド (8993 Ingstad) は、小惑星帯に位置する小惑星である。リチャード・マーティン・ウェストがチリのラ・シヤ天文台で発見した。
ニューファンドランド島のランス・オ・メドーで、北アメリカ最初のヨーロッパ人による遺跡であるヴァイキングの入植地跡を発見したイングスタッド夫妻の夫ヘルゲ・イングスタッドに因み、ヘルゲが死去した翌年の2002年に命名された。